# Cheltenham Town FC
Cheltenham Town FC is een Engelse voetbalclub uit de stad Cheltenham, Gloucestershire. De club komt na een degradatie in 2024 uit in League Two.

## Geschiedenis
De club werd in 1892 opgericht en sloot zich in 1935 aan bij de Southern League. In 1985 sloot Cheltenham zich aan bij de Alliance Premier League (nu National League) en speelde daar zeven seizoenen tot degradatie volgde. De benoeming van Steve Cotterill als trainer betekende een revolutie voor de club.
In het eerste seizoen promoveerde de club naar de Conference en twee jaar later zelfs naar de Football League. Na twee middelmatige prestaties in de Third Division (nu League Two) won de club promotie via play-offs naar de Second Division (nu League One). Cotterill nam ontslag en ging naar Stoke City en werd vervangen door Graham Allner die na zeven maanden ontslagen werd wegens slechte resultaten. Opvolger Bobby Gould kon de club niet van degradatie redden en ook hij werd weer vervangen.
John Ward leidde de club door de play-offs in 2005/06 opnieuw naar de League One. In 2009 degradeerde de club weer naar League Two en in 2015 zakte Cheltenham voor een seizoen af naar de Conference National. Onder trainer Michael Duff werd in 2021 het kampioenschap behaald om na een verblijf van drie seizoenen in League One in 2024 te degraderen naar League Two.

## Erelijst
- FA Trophy
  - 1998

## Records
- Hoogste transfersom betaald: aan West Ham United
- Hoogste transfersom ontvangen: £100,000 voor Grant McCann van Barnsley
- Hoogste opkomst: 8326 tegen Reading (eerste ronde FA Cup), 17 november 1956
- Grootste overwinning: 12-0 tegen Chippenham Rovers (derde kwalificatieronde FA Cup), 2 november 1935
- Zwaarste nederlaag: 1-10 tegen Merthyr Tydfil (Southern League), 8 maart 1952
- Meeste wedstrijden: Roger Thorndale - 702 (1958-1976)
- Meeste goals: Dave Lewis – 290 (drie termijnen tussen 1967 en 1983)
- Meeste goals in één seizoen: Dave Lewis – 53 in alle competities (1974-75)
- Jongste speler: Paul Collicutt
- Oudste speler: Clive Walker

## Bekende (oud-)spelers
- Manny Duku